# Jack Betts

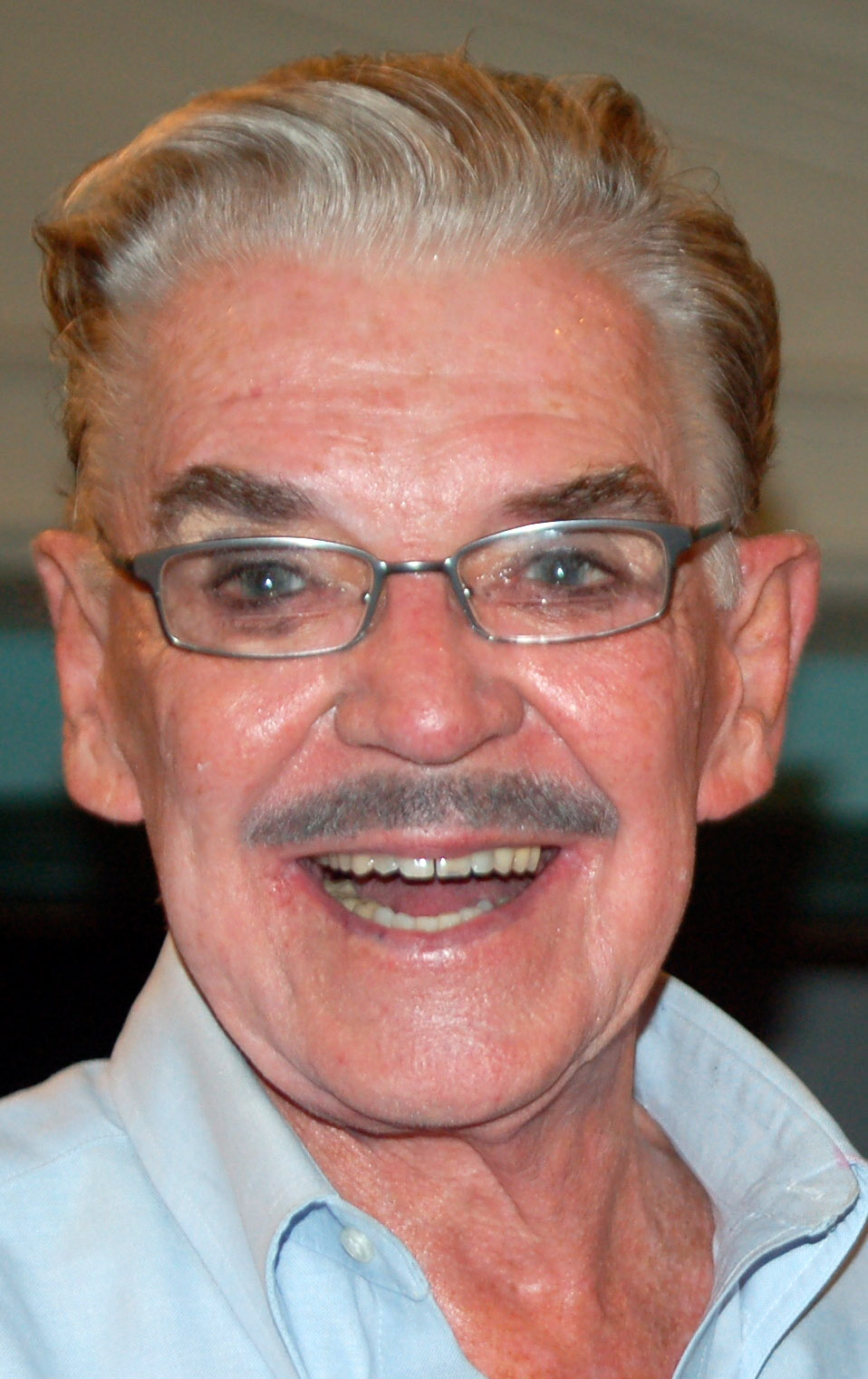
Jack Betts (2010)

Jack Fillmore Betts (* 11. April 1929 in Jersey City, New Jersey; † 19. Juni 2025 in Baywood-Los Osos, Kalifornien) war ein US-amerikanischer Schauspieler.

## Leben
Jack Betts war der Ur-Ur-Großneffe des 13. US-Präsidenten Millard Fillmore.
Betts besuchte 1957 das Actors Studio und trat danach zunächst in kleineren Rollen am Broadway sowie in Fernsehserien auf. Nach Gastrollen in erfolgreichen Abenteuerserien, Western und Seifenopern erlangte er ab 1965 mit seiner Rolle in der Serie FBI größere Bekanntheit.
Ab der zweiten Hälfte der 1960er Jahre spielte er in Italien unter dem Pseudonym Hunt Powers Hauptrollen in Italowestern, nachdem er von  Franco Giraldi einen Vertrag über drei Filme erhalten hatte. Zu diesen gehörte auch der von etlichen Kritikern gelobte Kriminal-Western Rocco – der Mann mit den zwei Gesichtern. Danach war Betts in Billigwestern von Demofilo Fidani zu sehen.
Ab den 1990er Jahren trat er in amerikanischen Kinofilmen vorwiegend in Nebenrollen auf, so auch in Werken des Regisseurs Joel Schumacher. In der 1998 entstandenen Filmbiografie Gods and Monsters von Bill Condon über den Regisseur James Whale verkörperte Betts den Horrorfilm-Schauspieler und Frankensteins-Monster-Darsteller Boris Karloff. 2002 trat er in Sam Raimis Comicverfilmung Spider-Man als Aufsichtsratsvorsitzender Henry Balkan auf.
Sein Schaffen für Film und Fernsehen umfasst mehr als 100 Produktionen. Zuletzt trat er im Jahr 2019 schauspielerisch in Erscheinung.

## Filmografie (Auswahl)

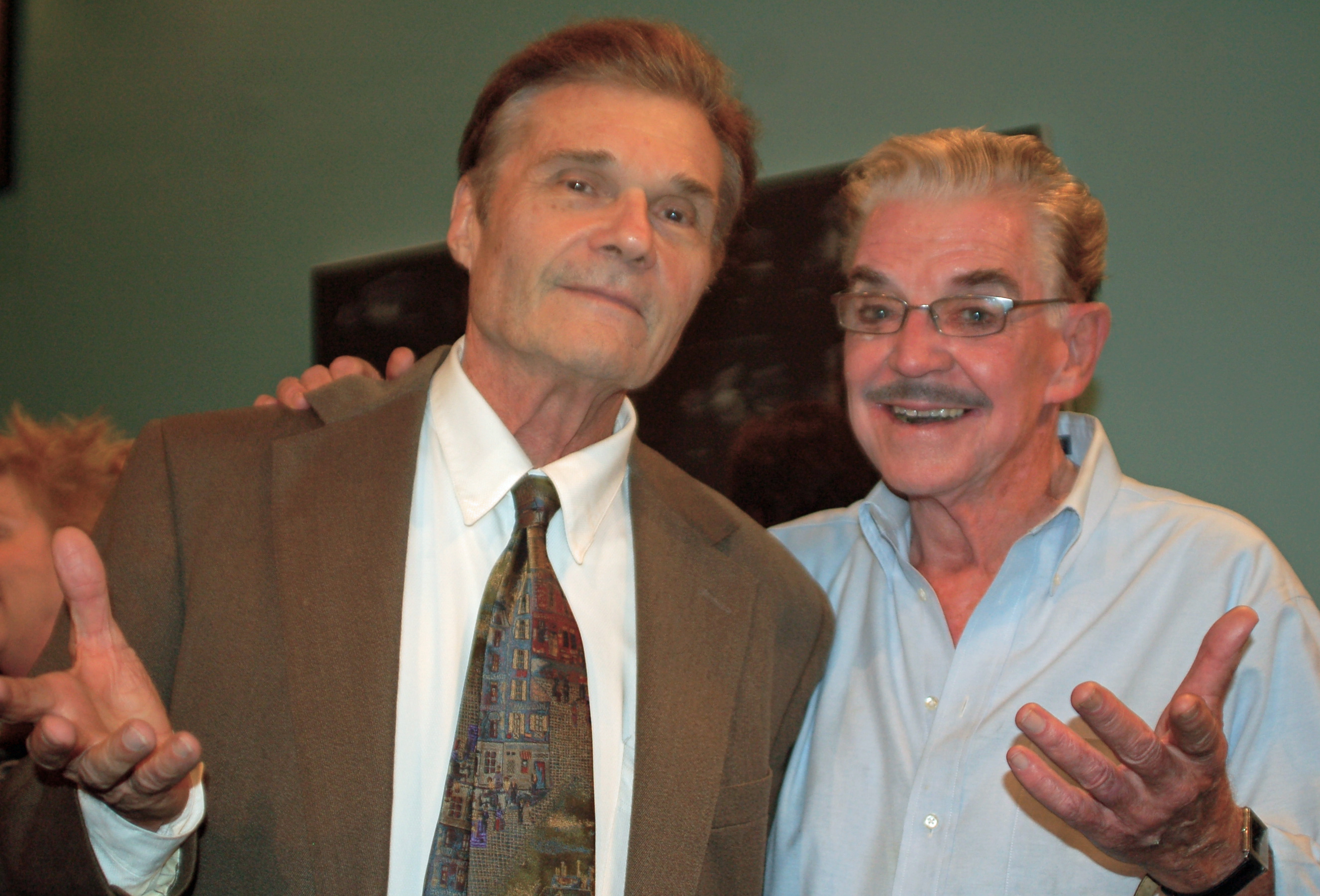
Betts (rechts) mit Fred Willard im November 2010

- 1955: Rauchende Colts (Gunsmoke) (Fernsehserie)
- 1957: Perry Mason (Fernsehserie)
- 1961: Kein Fall für FBI (The Detectives, Fernsehserie, Folge 3x06)
- 1962: Bonanza (Fernsehserie)
- 1963: General Hospital (Fernsehserie)
- 1965: FBI (The F.B.I.) (Fernsehserie)
- 1966: Rocco – der Mann mit den zwei Gesichtern (Sugar Colt)
- 1967: Ein Halleluja für Django (La più grande rapina del West)
- 1970: Django und Sartana kommen (Arrivano Django e Sartana… è la fine!)
- 1970: Für einen Sarg voller Dollars (Per una bara piena di dollari)
- 1970: Quel maledetto giorno d’inverno
- 1970: Tote werfen keine Schatten (Inginocchiati straniero… i cadaveri non fanno ombra!)
- 1971: Adios Companeros (Giù la testa… hombre!)
- 1971: …E lo chiamarono Spirito Santo
- 1971: Halleluja pfeift das Lied vom Sterben (Giù le mani… carogna!)
- 1971: Die Rum-Straße (Boulevard du rhum)
- 1972: A. A. A. Massaggiatrice bella presenza offresi…
- 1972: Das Mädchen und der Mörder (L’assassinat de Trotsky)
- 1973: Corte marziale
- 1993: Falling Down – Ein ganz normaler Tag (Falling Down)
- 1995: Batman Forever
- 1997: Batman & Robin
- 1998: Gods and Monsters
- 1999: 8mm – Acht Millimeter (8MM)
- 1999: Alles Routine (Office Space)
- 2000: Ein Freund zum Verlieben (The Next Best Thing)
- 2000: Critical Mass – Wettlauf mit der Zeit (Critical Mass)
- 2002: Spider-Man
- 2009: Monk (Fernsehserie, Episode 8×09)